# Encinedo
Encinedo (en cabreirés Encinéu) es un municipio y lugar español de la provincia de León, en la comunidad autónoma de Castilla y León. Cuenta con una población de 616 habitantes (INE 2024).
Se sitúa en la Comarca de La Cabrera, en la denominada Baja Cabrera. En su término municipal se encuentran las localidades de Ambasaguas, La Baña, Castrohinojo, Encinedo, Forna, Losadilla, Quintanilla de Losada, Robledo de Losada, Santa Eulalia de Cabrera y Trabazos.

## Historia
Así describía Pascual Madoz, en la primera mitad del siglo XIX, a Encinedo en el tomo VII del Diccionario geográfico-estadístico-histórico de España y sus posesiones de Ultramar:

Lugar en la provincia de León (11 leguas), partido judicial de Ponferrada, diócesis (vere nullius), perteneciente a la abadía de Villafranca, audiencia territorial y capitanía general de Valladolid, Ayuntamiento de la Baña. Situado en una ladera a la margen izquierda del río Cabrera; su clima bastante sano. Tiene 42 casas, la mayor parte de tierra cubiertas de losa o paja, formando cuerpo de población; iglesia parroquial (San Mamet), matriz de la de Trabazos, servidas ambas por un vicario titulado rector que nombra el cabildo de Villafranca, y buenas aguas potables. Confina Norte Marrubio; Este Quintanilla; Sur Losadilla, y Oeste Forna. El terreno es de mediana calidad, montuoso en su mayor parte y le fertilizan las aguas de un arroyo llamado Losada. Los caminos son locales y malos. Producción: centeno, patatas, lino y heno; cría ganado vacuno, lanar y cabrío, y alguna caza. Población: 41 vecinos, 147 almas. Contribución con el ayuntamiento.
Pascual Madoz.

## Demografía
Cuenta con una población de 616 habitantes (INE 2024).
| Gráfica de evolución demográfica de Encinedo entre 1842 y 2021                                                        |
| |
| Población de derecho según los censos de población del INE. Población de hecho según los censos de población del INE. |

### Núcleos de población
El municipio se divide en diez núcleos de población, que poseían la siguiente población en 2019 según el INE.
| Núcleo de población      | Población |
| ------------------------ | --------- |
| La Baña                  | 460       |
| Quintanilla de Losada    | 75        |
| Losadilla                | 27        |
| Santa Eulalia de Cabrera | 27        |
| Forna                    | 25        |
| Robledo de Losada        | 22        |
| Castrohinojo             | 20        |
| Encinedo                 | 19        |
| Ambasaguas               | 19        |
| Trabazos                 | 15        |

## Comunicaciones

### Carretera
La principal carretera del municipio es la LE-126, que lo comunica con Galicia y el eje León - Braganza al llegar a la CL-622.

## Patrimonio
- Museo de La Cabrera, fondo etnográfico.